# Internet Explorer 5
Microsoft Internet Explorer 5 (forkortet IE5) er en grafisk webbrowser udgivet den 18. marts 1999 af Microsoft. Internet Explorer 5 er den femte version af Internet Explorer, og er samtidig efterfølgeren til Internet Explorer 4.
Den var en af de vigtigste parter i den første browserkrig. Dens distributionsmetoder og Windowsintegration var involveret i retssagen USA v. Microsoft. Den blev afløst af Microsoft Internet Explorer 6 i august 2001.
IE5's markedsandel i forhold til Netscape Navigator steg kraftigt mellem 1999 og 2001 og browseren tilbød mange avancerede funktioner for sin tid. Af alle Internet Explorer-versioner var den kompatibel med det største udvalg af Windows-versioner.
Internet Explorer 5 er ikke længere tilgængelig for download fra Microsoft. Imidlertid kan arkiverede versioner af softwaren findes på forskellige hjemmesider.

## Historie
Udgivelsen af Internet Explorer 5 skete i tre faser. Første blev en Developer Preview udgivet i juni 1998 (5.0B1), og derefter en Public Preview i november 1998 (5.0B2). I marts 1999 blev den endelige version 5.0 udgivet.
I september 1998 blev Windows 98 Second Edition udgivet sammen med IE5. Version 5.01.
Windows 2000 indeholder denne version. Version 5.0 var den sidste version, der er kompatibel med Windows 3.1 eller Windows NT 3.x. Internet Explorer 5 Macintosh Edition blev udgivet 27. marts 2000, og var den sidste version af Internet Explorer til en ikke-Windows-platform. Version 5.5 til Windows blev udgivet i juli 2000, leveret samme med Windows ME. Denne version havde understøttelse af 128-bit kryptering, men kunne ikke længere køre på ældre Windows-versioner.

## Vigtige funktioner
IE5 indført mange nye eller forbedrede funktioner:
- Webside, afsluttet
- Web Archive (MHTML) (kun med Microsoft Outlook Express 5)
- Sprog -kodning (nye muligheder, såsom Install On Demand)
- History Explorer Bar (nye søge-og sorteringsmuligheder)
- Søg Explorer Bar (nye muligheder for søgning)
- Foretrukne (gøre tilgængelige offline)
- Autofuldførelse Feature
- Windows Radio Bar Toolbar
- Mulighed for at sætte en standard HTML Editor
- Internet Explorer Repair Tool
- FTP mapper tillader browsing af File Transfer Protocol og web-baserede mapper fra Windows Stifinder
- Godkendte steder (platform for Internet Content Selection ikke påkrævet for børsnoterede sites option)
- Hotmail Integration
- Der var også en Microsoft Internet Explorer 5 Resource Kit.[4]
- Kompatibilitet Option  tilladt Internet Explorer 4 skal køres side om side med IE5, selvom IE 5.5 vil være den sidste version med denne funktion [5][6][7]